# المختيش الكبير

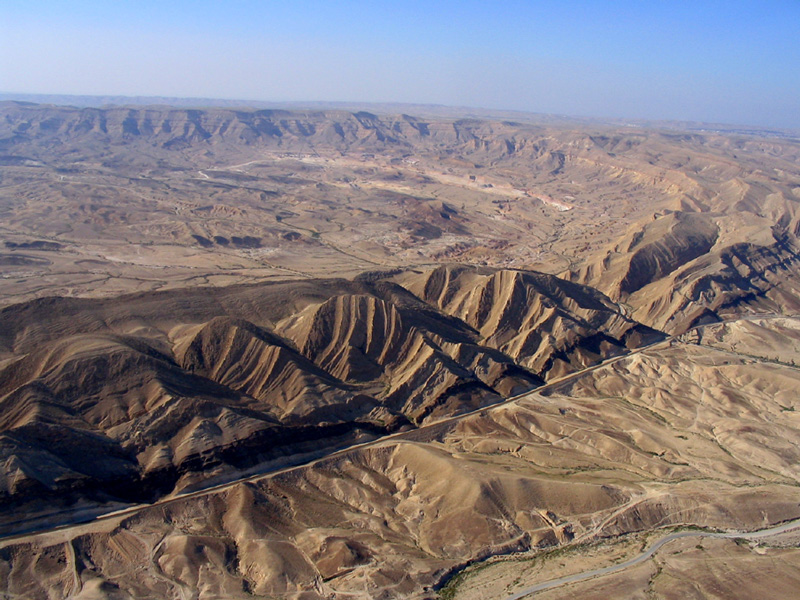
الجرن الكبير من السماء

المختيش الكبير هو فوهة تعرية جيولوجية تقع في صحراء النقب جنوب إسرائيل، وتُعدّ إحدى خمس فوهات من هذا النوع تُعرف باسم "المَخْتَشات" في المنطقة. تُشبه الفوهة الكبرى الناتجة عن انهيار البركان (الكالديرا) من حيث الشكل، لكنها تختلف عنها من حيث النشوء، إذ إنها لم تتشكل بفعل نشاط بركاني، بل نتيجة عمليات تعرية طبيعية طويلة الأمد.
يُعدّ ثاني أكبر الفوهات من نوعه في منطقة النقب، وهو من الظواهر الجيولوجية النادرة عالميًا. تبلغ أبعاده حوالي 14 كيلومترًا طولًا، و6 كيلومترات عرضًا، ويصل عمقه إلى نحو 410 أمتار، وتحيط به جدران حادة مكوّنة من صخور صلبة مقاومة للتعرية. يُحاط بوادي عميق شبه مغلق يُعرف بـ وادي حتيرا، الذي يصرف مياهه من داخل الفوهة إلى خارجها.

## التسمية
سُمّي الموقع في البداية "المختيش الكبير" نظرًا لكونه أكبر الفوهات المعروفة في حينه، قبل اكتشاف مختيش رامون. وفي عام 2015، تقرر تغيير الاسم رسميًا إلى "مختيش يروحام"، بهدف تعزيز السياحة في بلدة يروحام المجاورة. في عام 2017، تم تثبيت لافتات طرقية وسياحية تحمل الاسم الجديد في شتى أنحاء النقب.

## الجيولوجيا والتكوين
تشكلت الفوهة نتيجة لعملية تعرية نادرة تتطلب توفُّر عدد من الشروط الجيولوجية:
1. طية محدبة غير متماثلة.
2. وجود طبقات صخرية متفاوتة في صلابتها: صخور جيرية أو دولوميتية صلبة في الأعلى، وصخور رملية رخوة في الأسفل.
3. وجود نهر (وادي حتيرا) يجرف الطبقات الداخلية الرخوة نحو الخارج.
4. مناخ صحراوي جاف يمنع تعرية الجدران الحادة للفوهة.

بدأت العملية بترسيب طبقات من الحجر الرملي في بيئة قارية، أعقبها فيضان بحر تيثيس الذي أدى إلى ترسيب طبقات من الحجر الجيري والدولوميت فوقها. قبل نحو 90 مليون سنة، بدأت قوى الطي تعمل في المنطقة لمدة 40 مليون سنة، مما أسفر عن نشوء طيّات النقب، بما فيها كَمر حتيرا. وبعد نحو 30 مليون سنة، تراجع البحر، وبدأت عمليات التجوية القارية تكشف الطبقات الرخوة التي جرفها وادي حتيرا، مما تسبب بانهيار الطبقات الصلبة العليا وتكوّن الفوهة الحالية.

## الخصائص الطبيعية
تتميّز الفوهة بوجود منطقة تُعرف بـ "الرمال الملوّنة"، حيث تتكشف طبقات من الحجر الرملي متعددة الألوان مثل الأحمر، الأصفر، البنّي، والبنفسجي، ما يجعلها نقطة جذب سياحي بارزة. كذلك، تحتوي الفوهة على مكاشف جيولوجية غنية بالأحافير تشمل بقايا مرجان وأمونيت وقنافذ بحر وخيار البحر. يُعد هذا الموقع محمية طبيعية معترف بها.

## الاستغلال البشري
في عهد الانتداب البريطاني، أُجريت دراسات جيولوجية بهدف التنقيب عن النفط في الفوهة، بما في ذلك إنشاء معسكر وسَفلتة طريق، لكنها لم تصل إلى مرحلة الحفر. عام 1962، حُفرت آبار "مازال 1" و"مازال 2" من قبل شركة النفط الوطنية دون نتائج.
فيما بعد، استُغل الموقع لاستخراج الطين والرمل. يوجد في قلب الفوهة مصنع "حتيرا" التابع لشركة "نيجيف للمعادن الصناعية"، ويعمل في تجفيف وتنقية رمل الكوارتز المستخدم في الصناعات المختلفة.

## الأنشطة السياحية والمسارات
في الزاوية الجنوبية الغربية للفوهة، تمر طريق تُعرف بـ "صعود أبراهام" (مَعالي أبراهام)، افتُتحت عام 1964 بواسطة وحدة المظليين الإسرائيلية. سُميّت الطريق تكريمًا لرئيس بلدية رمات غان، أبراهام كرينتسي. توجد في أعلاها منصة مشاهدة بانورامية ونُصُب تذكاري له. كذلك، تُستخدم الفوهة اليوم كنقطة جذب لعشاق الطبيعة، الجيولوجيا، والتخييم.

## وصلات خارجية

موقع الجرن الكبير

- المختيش الكبير- موقع سلطة الطبيعة والحدائق